# Холодостойкость растений
Холодостойкость растений, также холодоустойчивость растений, — способность растительных организмов переносить в течение длительного времени слабоположительные температуры. Растения называются холодостойкими, если они не повреждаются и не снижают своей продуктивности при температуре чуть выше 0 °C; нехолодостойкими называют растения, которые при таких температурах повреждаются или вообще отмирают. Холодостойкость растений следует отличать от морозостойкости (морозоустойчивости) — способности растений переносить отрицательные температуры.
Исследование растений на холодоустойчивость и морозостойкость, а также изучение возможностей их адаптации к низким температурам является одной из основных задач криобиологии.

## Общие сведения
Естественно произрастающие в умеренном климате растения холодостойки. Низкие положительные температуры практические безвредны и для большинства сельскохозяйственных культур, выращиваемых в этом климате, при этом наиболее холодостойки те растения, для которых характерен ранний сев: овёс, яровая пшеница и ячмень. При наступлении холодов (весенних или осенних) у растений умеренного климата конструктивный и энергетический обмен не претерпевает существенных изменений, процессы синтеза веществ в их клетках преобладают над процессами распада.
Многие теплолюбивые растения при слабоположительных температурах могут достаточно быстро получить повреждения. Возможно нарушение обмена веществ, нарушение структуры протоплазмы, накопление токсических веществ. Внешне это может проявиться в их завядании (корни после охлаждения в значительной степени теряют способность впитывать воду, в то время как испарение через наружные органы продолжается) и изменении окраски из-за разрушения хлорофилла, но в некоторых случаях внешних проявлений повреждения не вызывают — и растения погибают, внешне продолжая выглядеть вполне здоровыми.
Степень холодостойкости может существенно различаться и для различных органов одного растения: так, у гречихи и кукурузы наименее холодостоек стебель, а у арахиса — корни.
Холодоустойчивость растений в значительной мере связана с преобладанием в молекулах фосфолипидов ненасыщенных жирных кислот, обладающих низкой температурой плавления, благодаря чему цитоплазматические мембраны даже при сильном охлаждении не застывают и сохраняют довольно высокую проницаемость для воды и растворённых веществ. Также характерна повышенная активность ферментов, в частности аденозинтрифосфатазов, и способность к синтезу большого набора изоферментов, имеющих низкий температурный оптимум. Эти особенности ведут к сохранению при низкой температуре работы рибосом, систем активного транспорта и метаболизма клеток в целом.

## Повышение холодостойкости
Известны различные приёмы, повышающие холодостойкость растений. Среди них — внесение калийных удобрений, закаливание семян и рассады, а также обработка семян растворами солей перед посадкой. Перспективным направлением является выведение более холодостойких сортов теплолюбивых растений.